# 나츠이로 마츠리

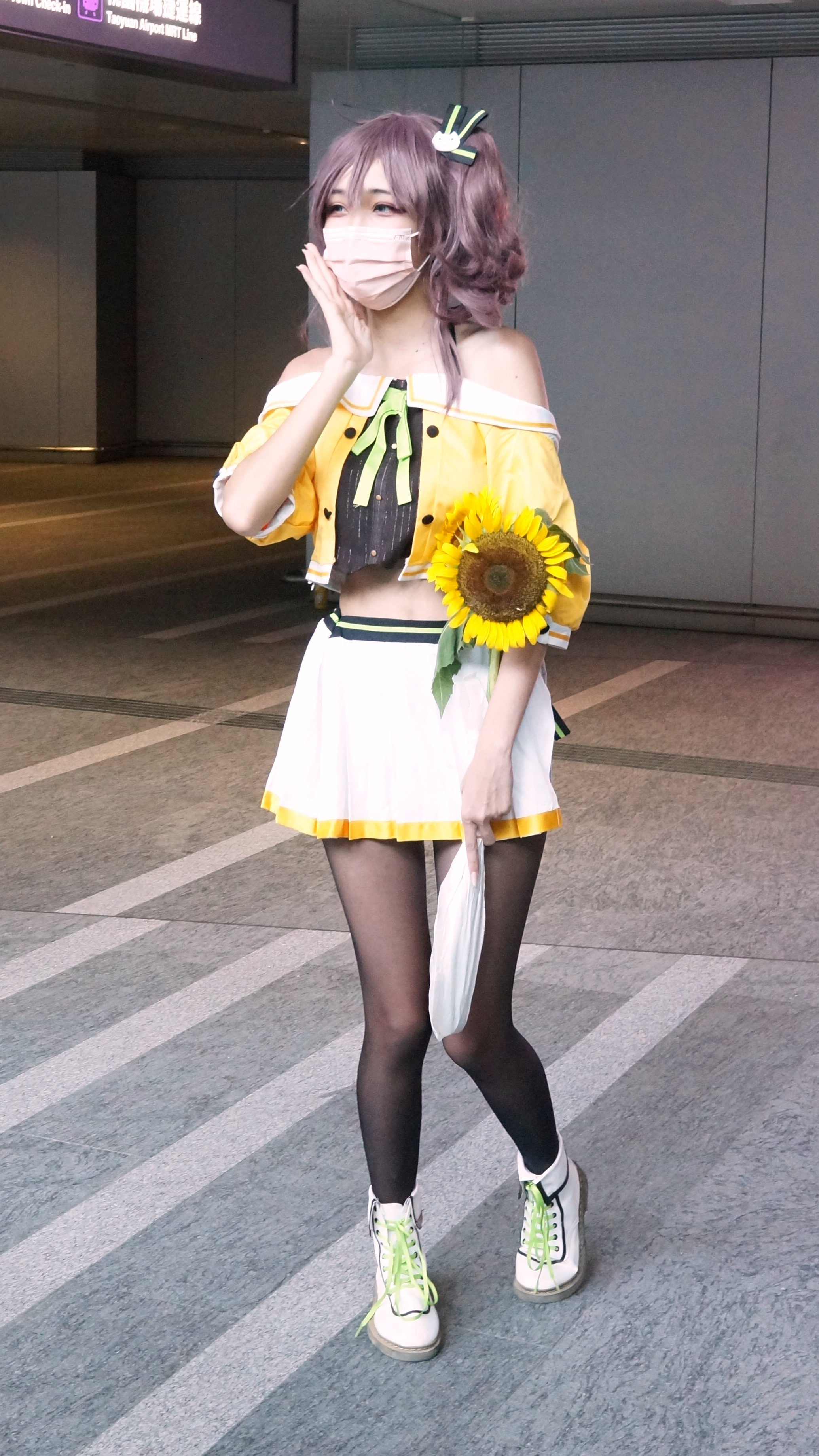

나츠이로 마츠리(Natsuiro Matsuri, 夏色まつり)는 홀로라이브 프로덕션에 소속된 일본의 버츄얼 유튜버이다. 그녀는 아카이 하토, 요조라 멜(Yozora Mel), 시라카미 후부키(Shirakami Fubuki) 및 아키 로젠탈(Aki Rosenthal)과 함께 홀로라이브(일본) 퍼스트 제네레이션(1st Generation)의 일부이다. 마츠리는 2018년 6월 1일에 버추얼 유튜버로 데뷔한 이후 유튜브 구독자 수가 100만 명이 넘었다.

## 개요
홀로라이브의 소속사 커버는 라이브 스트리밍, 영상 업로드 경험이 있고 버추얼 유튜버에 도전하고 싶은 분들을 찾기 위해 2018년 5월 2일부터 13일까지 브이튜버 오디션을 진행했다. 이후 1세대로 데뷔하게 될 5개 오픈스팟의 캐릭터 디자인과 이름은 오디션 시작과 함께 공개됐다. 나츠이로 마츠리의 디자인은 아티스트 미나무라 하루키가 일러스트를 맡았고, 이후 퐁푸쵸가 3D 모델을 제작했다.
나츠이로 마츠리는 5월 31일에 트위터 데뷔를 했고 6월 1일에 유튜브 데뷔를 스트리밍했다.